# Устимович, Андрей Прокопьевич
Андрей (Андриан) Прокопьевич (Прокофьевич) Устимович  (1797?—1851) — государственный деятель Российской империи, губернатор Харьковской и Курской губерний.

## Биография
Окончил курс благородного пансиона при Московском университете. На службе с 1 декабря 1807 года. 1 марта 1814 года поступил юнкером в лейб-гвардии Уланский полк; служил до 7 марта 1825 года.
17 апреля 1827 года поступил, в чине ротмистра, адъютантом к Малороссийскому генерал-губернатору Н. Г. Репнину. С 24 января 1832 года — полковник, с назначением чиновником по особым поручениям при Репнине, а с 13 июня 1835 года при А. Д. Гурьеве; 2 марта 1836 года вышел в отставку.
31 марта 1838 г. полковник с назначением состоять по особым поручениям при А. Г. Строганове. С 4 февраля 1839 года назначен исполнять обязанности Харьковского губернатора; с 17 мая того же года — действительный статский советник. С 12 ноября 1840 года по 24 сентября 1850 года — Курский губернатор: был отставлен от службы за допущенные в губернии беспорядки, с преданием суду.
Умер 13 (25) октября 1851 года.
Был женат на дочери Г. П. Милорадовича, Надежде Григорьевне (1802—1875). Их сны — Прокопий Адрианович (1838—1899).